# Takydromus luyeanus
Takydromus luyeanus (довгохвостка люейська) — вид ящірок родини ящіркових (Lacertidae). Ендемік Тайваню.

## Поширення і екологія
Люейські довгохвостки мешкають на низовинах на сході острова Тайвань, а також на сусідньому острові Люйдао. Вони живуть на луках і в чагарниках, на висоті до 500 м над рівнем моря. Активні з березня по листопад. Відкладають яйця, в кладці 2-3 яєць.